# Jižní Pchjongan
Provincie Jižní Pchjongan (korejsky 평안남도 – 平安南道; Pchjŏngan-namdo) je jedna z provincií Severní Koreje. Vznikla v roce 1896 na jižní polovině historické provincie Pchjongan. Má rozlohu 12 330 čtverečních kilometrů, v roce 2008 v ní žily čtyři miliony obyvatel a jejím hlavním městem je Pchjongsong.

## Poloha
Jižní Pchjongan leží na středozápadě státu. Na západě sousedí s Korejskou zátokou, na severu se Severním Pchjonganem a Čagangem, na východě s Jižním Hamgjongem, na jihovýchodě s Kangwonem, a na jihu s Pchjongjangem a provincií Severní Hwanghe.

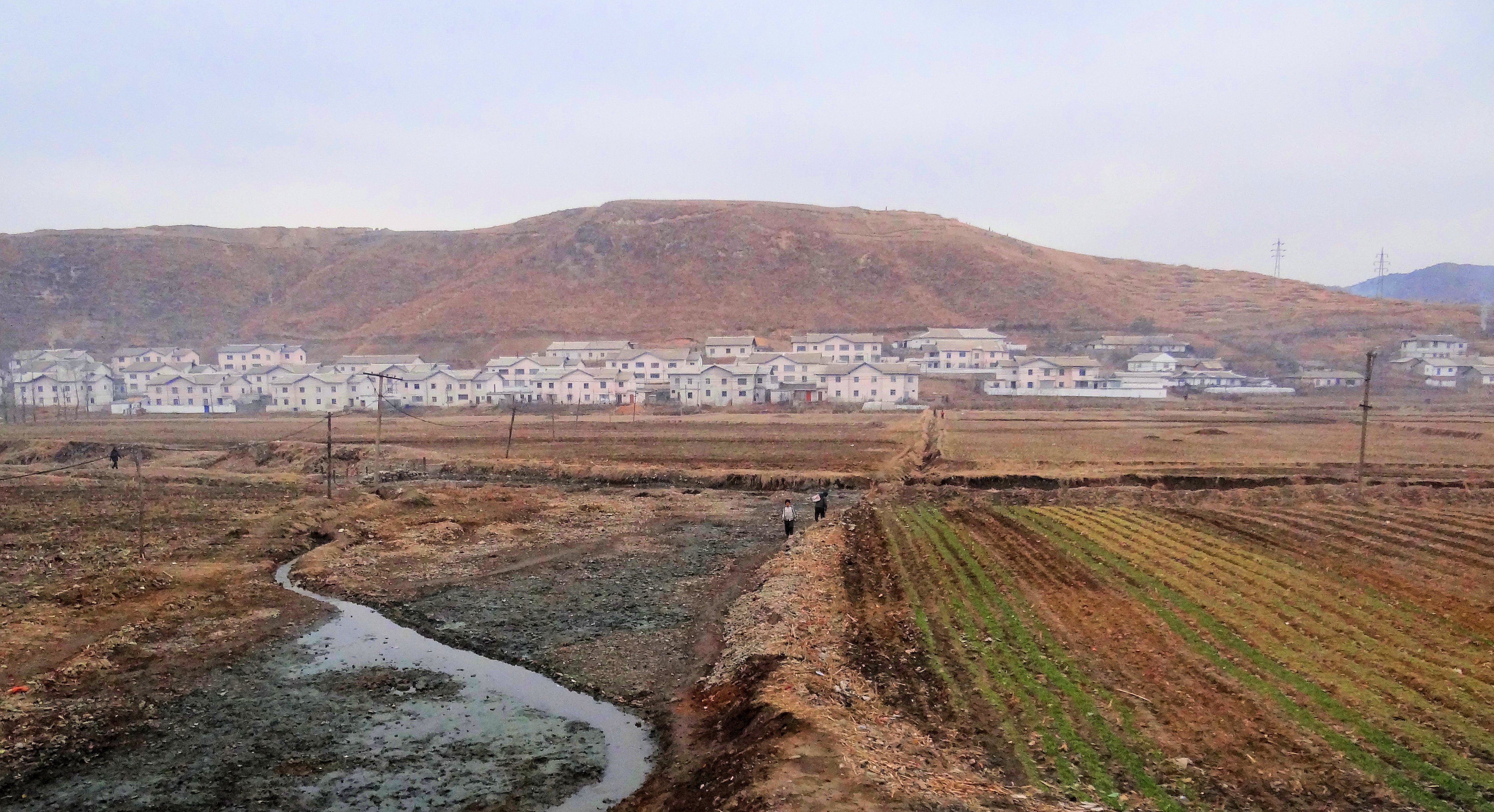
Typické osídlení podél hlavní silnice v provincii Jižní Pchjongan poblíž Pchjongsongu.

## Členění
Jižní Pchjongan se člení na zvláštní město Nampcho, pět měst Pchjongsong, Andžu, Kečchon, Sunčchon a Tokčchon, 16 krajů a tři distrikty.